# Curvicladiella cignea
Curvicladiella cignea är en svampart som först beskrevs av Decock & Crous, och fick sitt nu gällande namn av Decock & Crous 2006. Curvicladiella cignea ingår i släktet Curvicladiella och familjen Nectriaceae.   Inga underarter finns listade i Catalogue of Life.